# Província de Santiago (Galícia)
La província de Santiago va ser una de les set en què va estar dividit el regne de Galícia a l'Edat Moderna, fins a la divisió provincial de 1833. La seva capital era la ciutat de Santiago. Els límits de la seva jurisdicció descrits per Labrada abasten, per la costa atlàntica, entre Oza (NE, limitant amb la província de la Corunya) fins a Ponte Sampaio (SE, al fons de la Ria de Vigo). Per terra en aquest punt s'iniciava la divisòria amb la província de Tuy resseguint part del riu Octavón (Oitavén?), trencant cap a Gaxate, A Barcia do Seixo on deixa la divisòria amb Tuy cap a la d'Orense fins a les faldes dels monts Testeiro, cap al monestir de Bernardos de Aceveyro i Losón resseguint el curs del Deza, deixant les localitats de Remonde, Vimianzo i Mellid (Melide), i els llocs de Gondelin, Folladela i Pedrouzos dins de la província.